# Сабантуй
Сабанту́й (тат. Сабан туй, башк. Һабантуй, чув. Сапан туйĕ, Акатуй від тат. сабан — плуг (сабан), тат. туй — свято) — у башкирів та татар — народне свято з нагоди закінчення весняних польових робіт. В Україні слово сабантуй часто вживається як синонім до слова бенкет.

## Відео
- Відео: Сабантуй у Торонто
- Відео: Сабантуй у Лос-Анджелесі
- Відео: Сабантуй у Празі [Архівовано 1 березня 2014 у Wayback Machine.]
- Відео: Сабантуй у Берліні